# Àloe vera
L'àloe vera, també coneguda amb el nom d'atzavara vera, sèver o bàlsam de jardí (de nom científic Aloe vera (L.) Burm. f.) és un camèfit del gènere àloe dins la família de les asfodelàcies. És una planta suculenta originària de l'illa de Socotra, situada al nord-est d'Àfrica, entre Somàlia i el Iemen, tot i que, actualment, té una àmplia distribució per tot el món a causa de la seva utilització com a planta medicinal, sobretot en zones com els Estats Units (als estats del sud), Mèxic, Hawaii, Curaçao, Aruba, Bonaire, República Dominicana, Haití, Cuba i països del Sud d'Europa, caracteritzats per tenir climes secs. A Espanya es cultiva sobretot a les illes Canàries i als Països Catalans a les illes Balears. La importació de l'àloe al Principat ha fet que es conegui amb molts altres noms com figuerassa, giripiga, herba sostal, pita, pitera, pitrera, pop, sèver de cavall o sèver sucotrí.
No s'ha de confondre l'àloe vera amb l'àloes o aloès -un arbre de perfum propi del nord-est de l'Índia i del sud-est asiàtic (gènere Aquilaria, i especialment l'Aquilaria malaccensis)- la fusta del qual, lignum aloe o linàloes, apareix mitja dotzena de vegades a la Bíblia i era un article de luxe de consum habitual al port de Barcelona a l'Edat Mitjana, per la qual cosa apareix també sovint en textos catalans de l'època.

## Etimologia
El nom deriva del grec alóe, que segurament el pren de l'àrab alloeh o de l'hebreu halal, que significa «substància amarga i brillant»; la paraula "vera" prové del llatí i significa "veritable".

## Ecologia

### Hàbitat i distribució geogràfica
Hi ha unes 360 espècies d'àloe que es crien en zones tropicals, i fins i tot, en molts jardins. Es creu que l'àloe vera és originari de l'illa de Socotra (nord-est d'Àfrica, a l'oceà Índic, entre Somàlia i el Iemen) i després va esdevenir subespontani de la zona mediterrània (nord d'Àfrica i sud d'Europa), illes Canàries (especialment Tenerife i Gran Canària) i illes de Cap Verd, San Antonio i Madeira. Posteriorment va ser naturalitzada a l'àrea del Carib.
L'espècie més cultivada entre els diferents tipus d'àloe és precisament l'àloe vera, les plantacions més importants de la qual es troben al sud dels Estats Units, Mèxic i Hawaii), Curaçao, Aruba, Bonaire, República Dominicana, Haití, Cuba i països del Sud d'Europa. En menor escala a Veneçuela, sud-est asiàtic i nord d'Àfrica (des de les illes de Madeira fins al Sudan). Malgrat l'antic nom d'Aloe barbadensis, a Barbados ja gairebé no es cultiva.

### Cultiu
L'àloe vera té dos enemics naturals: l'excés d'aigua i les temperatures inferiors a 10 °C. D'altra banda, és molt resistent a les plagues i a la manca d'aigua. Per evitar les males condicions atmosfèriques, es planta l'àloe en llocs protegits. Tot i així, requereix molta llum, encara que és preferible que no s'hi exposi de forma directa. El terreny ha de ser sorrenc, encara que no és una condició imprescindible, ja que també creix molt bé en terres volcàniques, com passa a les illes Canàries. El que sí que és molt important és que el terreny tingui un bon drenatge i sigui lleugerament àcid. La sembra s'ha de fer deixant una distància de dos metres entre una planta i l'altra, ja que l'àloe té arrels grosses que poden arribar a embullar-se les unes amb les altres.
La reproducció es fa a la tardor, l'època més bona de l'any per fer aquest procés. Mai no s'ha de fer a l'hivern. El regatge no és un element imprescindible, gràcies a la gran resistència a la manca d'aigua. Tot i així, és recomanable regar-la amb poca aigua, la qual cosa permet dues collites anuals. En cas contrari, només podem tallar fulles una vegada a l'any.
Creix en sòls calcaris, pobres, preferiblement no gaire assolellats, ja que altrament es ressequen molt les fulles, cosa que els fa agafar un color marronós. Pertany al grup de plantes xeròfiles.

## Descripció morfològica

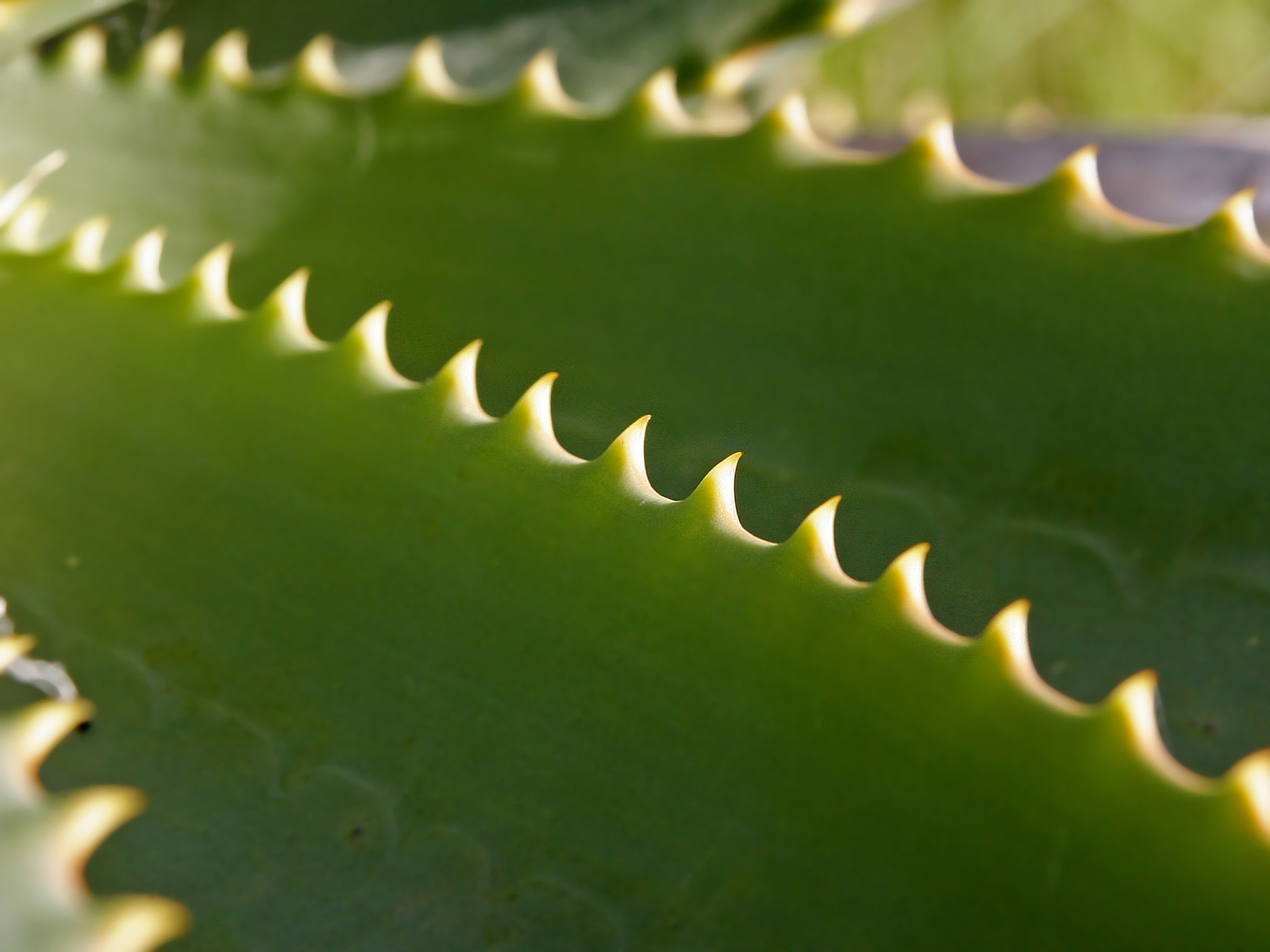
Espines

És una planta perenne de la família de les asfodelàcies, que pot assolir fins a 1,5 metres d'alçada. És hermafrodita i a vegades forma colònies grans. Es caracteritza per tenir una arrel fasciculada. La tija és llenyosa, curta, cilíndrica i robusta, d'uns 30 a 50 cm en les espècies adultes. (En els exemplars més joves les fulles semblen brollar directament del sòl). Les fulles es caracteritzen per ser grans (entre 30 i 60 cm de llarg per 7-8 d'ample), carnoses (suculentes), gruixudes, lanceolades, còncaves en la part superior i convexes en el revers. Són d'un color verd o verd grisós (ocasionalment tacades) i amb espines de tons clars en els marges i acabades en dues o tres espines petites en l'àpex. Les espines són testimonials (per a evitar l'evaporació tanquen els estomes durant el dia i els obren durant la nit, quan baixa la temperatura).
Les fulles estan disposades en forma de roseta (fins a 20) i es componen de tres capes: una protecció coriàcia exterior; una capa fibrosa (sota aquesta es concentra l'aloïna, substància caracteritzada pel seu gust amarg, la qual serveix a la planta com a protecció contra els depredadors); i un cor gelatinós on emmagatzema les seves reserves d'aigua. La part central de la fulla l'ocupa un parènquima de color marronós, cobert per una cutícula. A la seva base presenta vasos conductors plens d'un làtex de color "groc-mel" fosc.

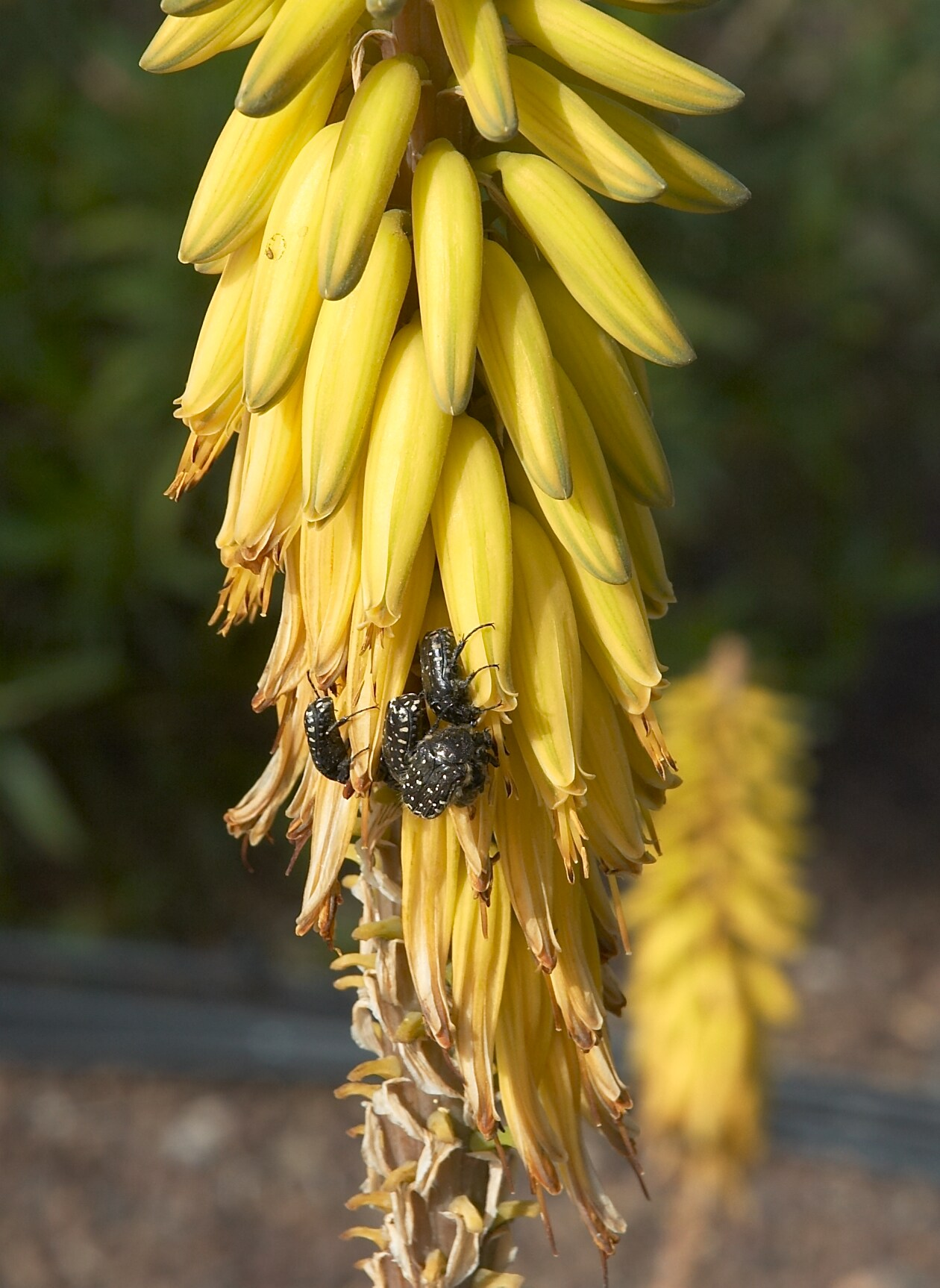
Inflorescència

Les flors de l'àloe són abundants, petites, tubulars, d'una tonalitat variable (vermell-groguenques). S'articulen en pedicels de 4 a 5 mm de longitud que broten a les axil·les de bractèoles ovalo–lanceolades, de 0,8 a 1 cm de longitud. Tenen forma d'espiga piramidal. Estan formades per sis peces al llarg d'un peduncle de 25-35 cm de llarg, el qual pot ser simple o ramificat amb bràctees ovades o escarioses a la base, al capdamunt del qual es troba una inflorescència racemosa, densa de color groc. La floració és anual.

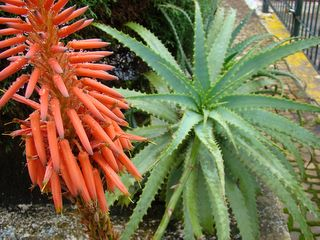
Flors

No té calze i la corol·la és tubular, dividida en sis segments estrets en la boca i de color vermell, groc o porpra. L'androceu el formen 6 estams lliures amb llargs filaments de 2,3-2,5 mm de llarg que surten de la base de la flor, just per sota del pistil. El gineceu és tricarpel·lar (amb tres carpels), apocàrpic amb un ovari gran i sèssil. El fruit que es forma és encapsulat (forma una càpsula coriàcia), triangular i prima, el qual tanca al seu interior les llavors híbrides.

## Farmacologia

### Droga o òrgan de la planta utilitzat com a medicinal
La droga està constituïda pel suc dessecat de les cèl·lules secretores de les fulles. L'olor és característica i forta, mentre que el sabor és amarg i desagradable. De les fulles bàsicament s'obtenen dos elements:
- Gel: Correspon a la porció mucilaginosa del parènquima tisular o mesòfila situat al centre de les fulles. Les plantes més exposades al sol fabriquen menys polpa i més làtex. De la polpa s'extreu un gel brillant i amarg, que se n'obté per expressió de la part interna de les fulles. S'ha d'eliminar prèviament tot el contingut d'antraquinones que s'ubiquen en l'epidermis de les fulles. Si aquest procés no es realitza, el gel s'oxida i agafa una tonalitat marronosa fàcilment. La fragilitat d'alguns constituents del gel fa que sigui necessari estabilitzar el material recent obtingut i preservar-lo de la contaminació bacteriana.

- Sèver o làtex: El suc quallat, resultat de la incisió de les fulles, és un sòlid cristal·lí de color marronós i molt amarg, anomenat sèver (del grec: «suc de l'àloe»). Es localitza a les cèl·lules pericícliques situades a prop dels feixos conductors immediatament per sota de l'epidermis, entre el parènquima clorofític i el mucilaginós. En general, s'obté deixant fluir el líquid que surt de les fulles tallades transversalment i dipositant-lo d'aquesta manera en un recipient barrejat amb polpa.

Per prevenir la pèrdua de làtex, les fulles han de ser tallades per la base, a prop de la tija. S'ha de tenir en compte que la fulla que es talla no torna a créixer. Per utilitzar-la amb la clofolla es talla pel centre; o en el cas de voler extreure només el gel, es treu la clofolla prèviament. Una vegada agafades, les fulles són rentades i filetejades. La clofolla i el revestiment groguenc (alantoïna) són separats.

### Composició química

#### Sèver o àsever
- Derivats antracènics –antranònics, antranòlics, i antraquinònics– (0,05-5%): són els principis actius de major importància i són antraquinones lliures (1%), com per exemple l'àloe-emodol, i antraquinones glucosídiques (10-30%). El component principal és l'aloïna o la barbaloïna (5-25%) i l'aloinòsids A i B. Altres compostos són l'alocemodina i l'aloemodina (0,05-0,5%), el crisofanol, la barbaloresinatanol i l'àcid cinàmic.
- Resines (10-20%): Són substàncies amb activitat hormonal que es troben associades normalment a olis essencials i a principis amargs.

#### El gel
- Mucílags: són polisacàrids heterogenis, mescla de pentoses, hexoses i àcids urònics.

#### Components químics
Aloemodinaregula el funcionament de la mucosa intestinal.
Aloeoleinamillora úlceres duodenals i estomacals. Disminueix l'acidesa.
Aloetinaajuda a neutralitzar els efectes de les toxines microbianes.
Aminoàcidsintervenen en la formació de proteïnes.
Carricinareforça el sistema immunològic i augmenta les defenses.
Creatininaresulta fonamental en les reaccions d'emmagatzematge i transmissió de l'energia.
Emolina, emodina i barbaloïnageneren àcid salicílic d'efecte analgèsic i antifebril.
Fosfat de manosaagent de creixement dels teixits amb efecte cicatritzant.
Mineralscalci, magnesi, fòsfor, potassi, zinc i coure.
Mucílagactivitat emolient sobre la pell.
Saponinesantisèptic.
Fitoesterolsd'acció antiinflamatòria.
Hormones vegetalsestimulen el creixement cel·lular i la cicatrització.
Mucopolisacàridsresponsables de la hidratació cel·lular.
Enzimsintervenen en l'estimulació de les defenses de l'organisme.

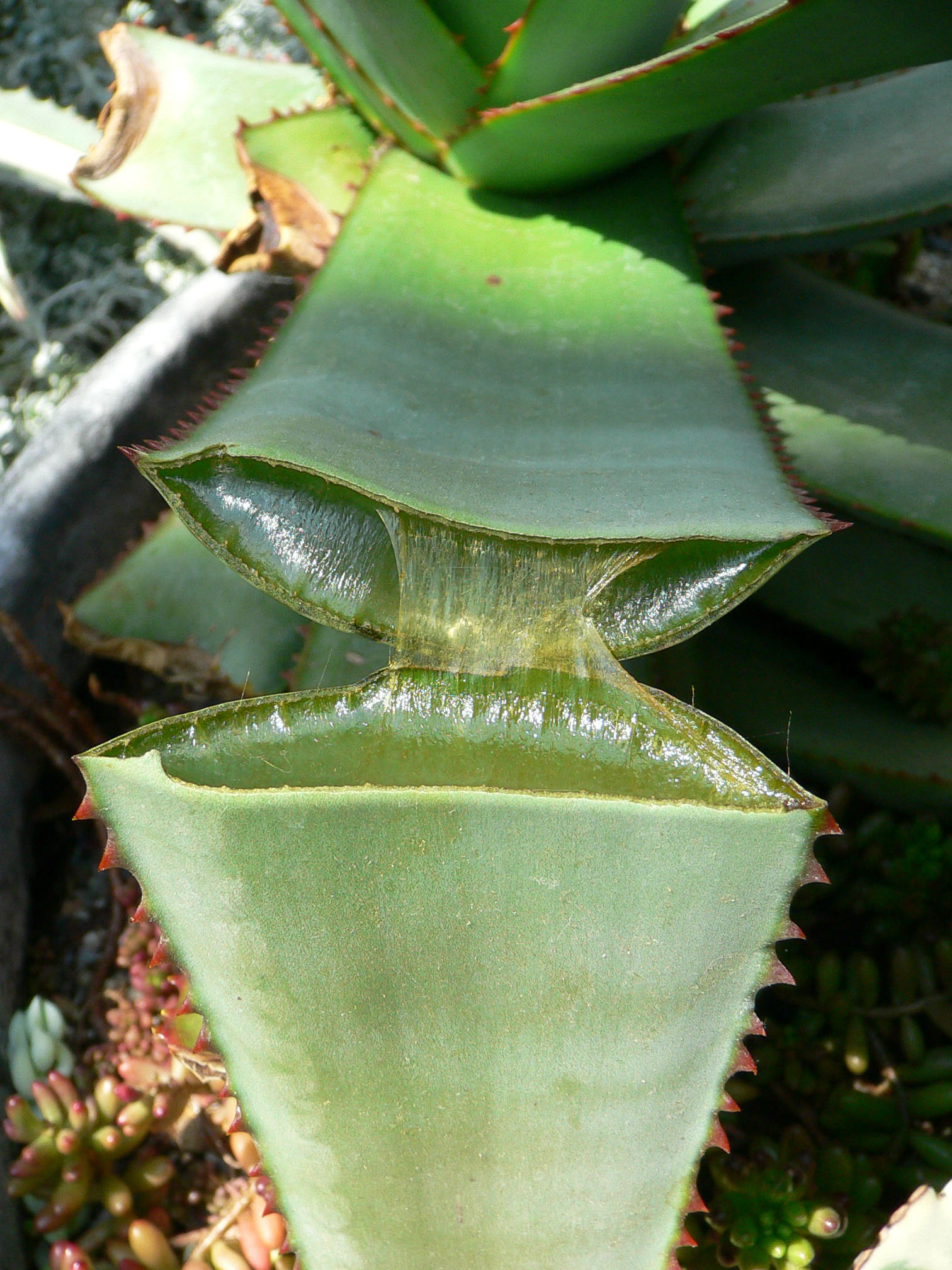
Saba de les fulles (sèver)

També conté diverses vitamines i minerals.

### Accions farmacològiques
Els diferents principis actius i diferents tipus de substàncies que s'extreuen de l'Àloe vera es poden utilitzar en diferents camps farmacològics i amb diferents finalitats.

#### Àrea dermatològica
El contingut en mucílags del gel d'àloe vera fa que la planta actuï com a emolient cutani. També conté enzims catalítics i substàncies proteiques (lectines) que bloquegen l'acció d'enzims involucrats en processos inflamatoris. L'aïllament de compostos fenòlics i enzims (peroxidasas) de reconeguda activitat antioxidant a partir del gel i de l'extracte metanòlic, provoca que tingui capacitat regenerativa i protectora de la pell. Aquesta activitat es basa en l'estimulació i creixement de fibroblasts, el que comporta un increment en el contingut de col·lagen i glicosaminoglicans. L'àloe vera, també actua com a potent cicatritzant.

#### Activitat antimicrobiana
L'extracte sec d'àloe vera (al 60%) ha demostrat efectes bactericides enfront diferents paràsits, organismes i fins i tot virus.

#### Aparell digestiu
El sèver a petites dosis (<60mg/dia) actua com a aperitiu i colagog. A dosis superiors (>100mg) és laxant, ja que després de l'administració oral els derivats hidroxiantracènics són transformats per la flora intestinal en àloe-emodín antronona, que actua específicament a nivell del còlon sobre les terminacions nervioses de la membrana intestinal. Per una banda, modifica la mobilitat de l'intestí gruixut estimulant el peristaltisme, fet que es tradueixi en una acceleració del trànsit colònic. Per l'altra banda, estimula la secreció de mucosa i de líquid cap al llum intestinal, al mateix temps que inhibeix la reabsorció d'aigua i electròlits a l'intestí gruixut. El sèver a dosis més elevades (200-500mg´) és purgant.

#### Aparell respiratori
L'extracte fluid d'àloe vera administrat en forma de xarop actua proporcionant alleujament simptomàtic de l'asma bronquial.

#### Sistema immunològic
La fracció polisacàrida (com aceman) estimulen directament el sistema immunològic a través d'una major activitat fagocitària (producció d'interleucines per part dels macròfags), estimulació de les cèl·lules NK (natural killer) i una major secreció d'interferó. El sèver de l'àloe presenta dos fraccions amb activitat inmunomoduladora: d'alt pes molecular (monosacàrids d'àcid glucorònic) i de baix pes molecular (barreja de derivats antracènics). La primera fracció estimula la fagocitosi i protegeix als leucòcits contra l'acció dels radicals lliures. Les antraquinones, en presència dels leucòcits polinuclears, generen una disminució en l'activitat del complement C. Aquest conjunt d'accions seria la responsable dels efectes antibacterians.
Recentment, també s'ha identificat el polisacàrid aloèrid amb propietats immunoestimulants, tant o més importants que l'aceman. Aquesta substància es troba present en petites concentracions (0.015%) en el suc pur de l'àloe, però en quantitat suficient per aconseguir l'activació macrofàgica.

#### Oncologiaexperimental
Estudis realitzats amb extracte de la polpa d'àloe han demostrat un efecte detoxificant enzimàtic en fetge, ronyó i pulmons, a partir de l'activitat dels seus components polisacàrids sobre carcinògens i metabòlits tòxics.
L'àloe-emodín-antranona, juntament amb dietilexil-ftalat, han demostrat, tan in vitro com in vivo, efectes citotòxics en cèl·lules tumorals neuroexodèrmiques, inhibint el creixement de cèl·lules carcinomatoses i respectant la integritat de cèl·lules normals.

#### Acció analgèsica i antiinflamatòria
Els compostos esterolítics identificats en els extractes aquosos i clorofòrmics del gel d'Àloe vera tenen una activitat antiinflamatòria. També s'ha demostrat que el subministrament d'extracte aquós liofilitzat d'Àloe vera actuen com a analgèsics.

#### Diabetis mellitus
Els principis actius amargs integrants del sèver de l'àloe vera han demostrat posseir propietats hipoglucemiants. El mecanisme d'acció se centraria en l'estímul de la producció o alliberament d'insulina a través de les cèl·lules β dels illots de Langerhans.

#### Altres
L'aloïna i la barbaloína han demostrat capacitat inhibitòria de la síntesi d'histamina.
L'aplicació de gels d'àloe vera lliures d'aloïna, polpa i mucílags, en una solució estèril 40:1, administrat en forma de gotes, ha demostrat provocar efectes benèfics en l'anomenada "queratoconjuntivitis sicca", síndrome caracteritzat per l'extrema sequetat ocular, responsable de provocar infeccions oportunistes, lesions a la còrnia i fotofòbia.
El sèver de l'àloe en dosis de 100 mg es comporta com emenagog (augmenta el flux menstrual), mentre que a dosis entre 200 i 500 mg. afavoreix les contraccions uterines actuant com a oxitòcic.

### Ús medicinal
Les propietats de l'àloe vera han estat estudiades en diferents institucions i universitats. Es poden destacar en l'ús medicinal per ser:
- Nutritiu inhibidor del dolor antiinflamatori.
- Cicatritzant bactericida digestiu.
- Depurador, regenerador cel·lular, antibiòtic.
- Antisèptic, coagulant, antiviral.

#### Farmacèutics (segons la dosi)
- Estomacal
- Laxant
- Purgant

#### Tradicionals
- Descongestiu i broncodilatador en vies respiratòries.
- Casos de gastritis.
- Directament sobre superfícies cutànies sanes o inflamades.

#### Altres
- Usos cosmètics.

## Observacions

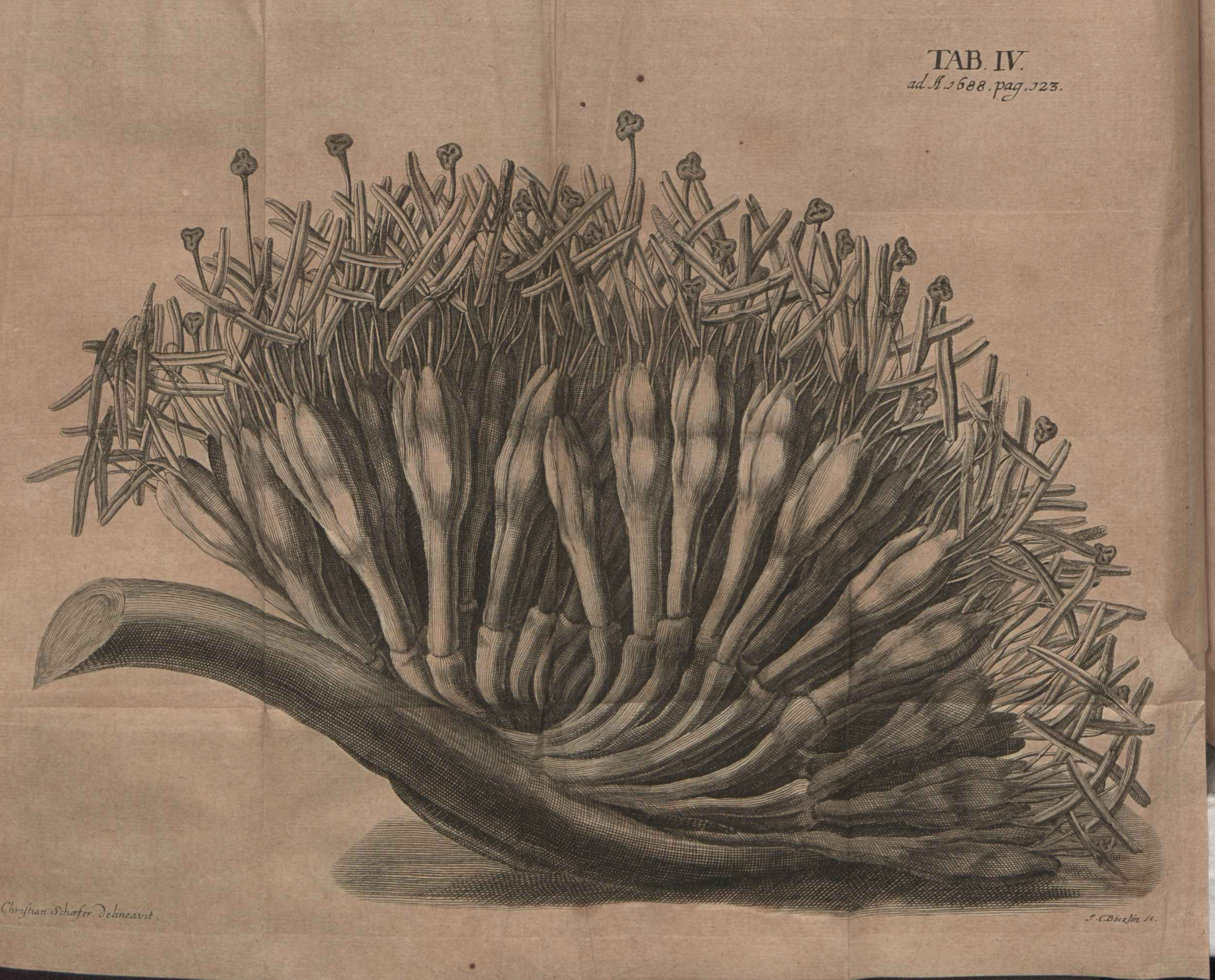
Illustració publicat a Acta Eruditorum, 1688

### Ús etnomedicinal i popular
Per a l'elaboració d'infusions es recomana utilitzar les fulles més primes. Es retallen els marges espinosos i es trossegen les fulles. S'assequen al sol i es guarden en una habitació fosca (encara que actualment aquesta modalitat és molt poc utilitzada).
L'ús intern del suc (fresc o bullit a foc lent fins a formar una pasta espessa) s'utilitza en forma de cullerades com a descongestiu i broncodilatador de vies respiratòries. A Europa, en cas de gastritis, s'acostuma a prendre al matí dues cullerades del sèver dissoltes en una tassa amb llet quallada. Tant el gel com el sèver són utilitzats directament sobre superfícies cutànies sanes o inflamades.
A l'Índia es renta la seva polpa en aigua freda, barrejant-se amb una petita porció d'alumini calcinat i envoltat en muslina, sent administrat per guarir llagues oculars. La polpa fresca és aplicada directament sobre les articulacions doloroses. A Java, les fulles macerades són aplicades en cremades per prevenir l'aparició de butllofes. També les fulles barrejades amb xarop d'aigua de roses es prenen en cas de tuberculosi i gonorrea. El suc mucilaginós amb sucre s'utilitza en l'asma i la bronquitis.
A Malàisia i Jamaica lliguen al cap una compresa feta amb la polpa per erradicar les cefalees. Aquest mateix remei s'utilitza a Mèxic per a les cremades, i a les Filipines les fulles són utilitzades en cas de l'aparició d'edemes per beri-beri. El mucílag juntament amb ou, es recomana com a purgant a Jamaica. El mucílag només és utilitzat com a laxant a Costa Rica. A Cuba, les fulles pelades són posades en cocció per combatre refredats.
A Centreamèrica i nord de Sud-amèrica, la polpa es considera un bon laxant. A Colòmbia, s'utilitza com a repel·lent d'insectes. Al Perú, les fulles rentades i destil·lades, barrejades amb llet i mel, serveixen per combatre la tuberculosi i la gonorrea.
Les arrels trossejades de l'àloe en cocció s'usen en algunes zones de Centroamèrica en cas de meteorisme.
També s'emprava per deslletar els nadons (gràcies a l'amargor de la saba) aplicant-ne damunt els mugrons de les dones (d'aquí ve l'expressió "amarg com la sèver o l'assèver").
L'àloe es pot utilitzar en la curació de talls, úlceres, picades d'insectes, tractament de l'acne, herpes, mussols, psoriasi, gingivitis, amigdalitis i altres afeccions de la boca.

### Efectes adversos i/o tòxics
Sèver o a severOcasionalment, còlics gastrointestinals. En tractament prolongats o per sobredosi: desequilibri electrolític, pseudomelanosi coli. La deficiència de potassi pot conduir a trastorns cardíacs i debilitat muscular, especialment en ser administrat conjuntament amb heteròsids cardiotònics, diürètics i corticoesteroides. Durant el tractament pot aparèixer una coloració vermellosa en l'orina, depenent del pH d'aquesta, sense significació clínica.
Gel de l'àloePràcticament no existeixen referències sobre efectes adversos del gel de l'àloe. Ocasionalment, s'ha descrit algun cas de dermatitis o reacció al·lèrgica.

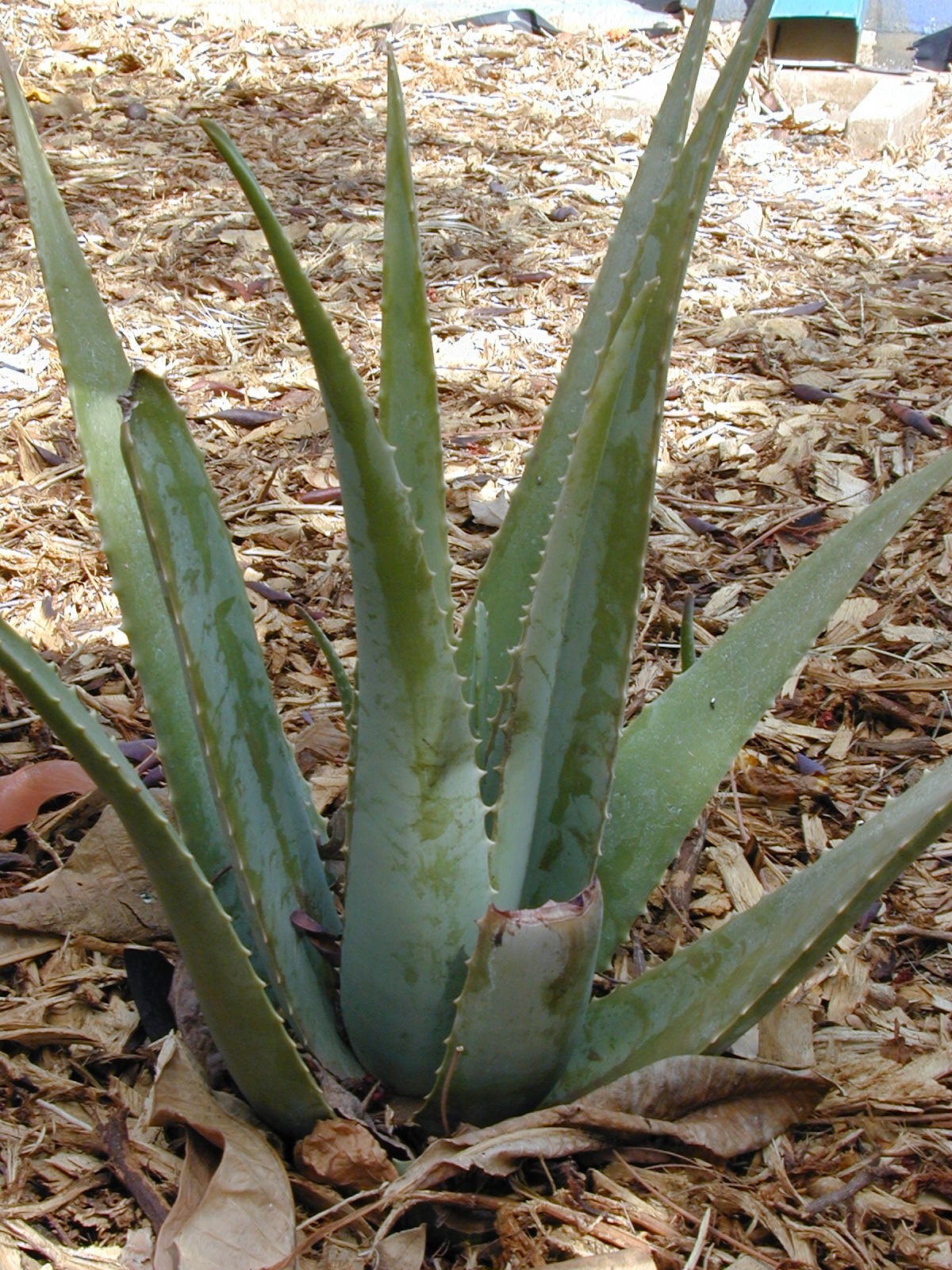
Àloe vera

#### Precaucions
El sèver ha de ser utilitzat únicament per prescripció mèdica. El tractament no ha de prolongar-se una o més setmanes. Tant el sèver com l'aloïna a dosis elevades poden produir un intens efecte emetocatàrtic, amb diarrees sanguinolentes, còlics intestinals, hipotèrmia, albuminúria, convulsions i col·lapse. No obstant això, el perill més gran dels laxants irritants radica en l'automedicació i en l'ús (o abús) crònic: si es prenen de forma continuada produeixen una pèrdua d'electròlits que altera l'equilibri sodi-potassi. La depleció de potassi produeix finalment una paràlisi de la musculatura intestinal, que comporta una pèrdua d'efectivitat laxant i l'estrenyiment es perpetua, cosa que provoca que s'hagi d'augmentar la dosi, originant al llarg del temps danys irreversibles en la membrana i musculatura intestinal (pseudomelanosi coli). La hipopotassèmia potencia l'acció dels heteròsids cardiotònics i interfereix l'acció dels antiarrítmics, com la quinidina. El fet de prendre simultàniament diürètics tiazídics, corticoides o extracte de regalèssia poden agreujar el desequilibri electrolític. Els derivats hidroxiantracènics poden tenir un efecte genotòxic, especialment perillós durant el primer trimestre de l'embaràs. A més s'ha descrit un possible efecte oxitòcic.
L'ús crònic també pot provocar albuminúria i hematúria.

### Interaccions medicamentoses i contraindicacions
Sèver o assèverEmbaràs, lactància i nens menors de 10 anys. Dolor abdominal d'origen desconegut, obstrucció de les vies biliars, obstrucció intestinal, trastorns intestinals com inflamació aguda (malaltia de Crohn, colitis ulcerosa, síndrome de l'intestí irritable, apendicitis), insuficiència cardíaca o renal.
Gel d'àloeAl·lèrgia coneguda.
Estudis sobre l'Àloe vera han informat que l'ús intern d'aquesta planta pot disminuir l'efecte de substàncies tals com: cafeïna, cocaïna, etanol, fenol, mentol, tanins, timol i iode. Presenta reaccions antagòniques enfront a substàncies àcides i a l'estricnina. Una eventual hipopotasèmia pot incrementar els efectes adversos de drogues diürètiques que s'utilitzin de forma conjunta amb extractes d'àloe.
Igual que succeeix amb altres productes antraquinònics, els seus efectes laxants poden ser potenciats per l'ús simultani d'heteròsids cardiotònics (digital) i drogues antiarrítmiques. Així mateix, la inducció de hipopotalèmia per drogues tals com diürètics tiazídics, adrenocorticoides o extractes de Glycyrrhiza glabra pot incrementar-se si s'utilitza l'àloe de forma conjunta.
Estudis recents informen que els extracte orals de fulles de l'àloe disminueixen les concentracions plasmàtiques de les hormones tiroidals, el que provoca que s'haurà de tenir en compte l'administració d'Àloe vera en pacients que estiguin sota medicació estimulant o inhibidora de la glàndula tiroide.

### Formes d'utilització de l'àloe vera
Sucs'extreu de la polpa, ja que la pell és molt irritant. És la forma més popular de prendre'l. Es dilueix una cullerada sopera amb mig got d'aigua i es pren d'una a tres vegades al dia, abans dels diferents àpats.
Gell'àloe vera forma part del gel de dutxa per a poder aplicar-lo així a la higiene diària. És una forma poc concentrada (depèn del fabricant) però en canvi és una forma d'aplicar-ho cada dia.
Frescaplicar la fulla de l'àloe vera directament sobre les cremades, les ferides, la pell seca, les infeccions per fongs i les picades d'insectes.
Pomadaobrir diverses fulles d'àloe vera per a obtenir gran quantitat de gel i bullir-lo fins a formar una pasta espessa que es guarda en flascons nets en un lloc fresc. S'utilitza igual que les fulles.
Vi Tònicel gel d'àloe vera fermentat amb mel i espècies rep el nom de "kumaryasava" a l'Índia i s'empra com tònic contra l'anèmia i els trastorns de la funció digestiva i hepàtica.
Inhalacionsutilitzar el gel d'àloe vera en vapors contra la congestió bronquial.
Tinturautilitzar d'un a tres mil·lilitres d'àloe vera per dosis com estimulant de l'apetit o contra el restrenyiment. El seu sabor és desagradable.
Polss'utilitzen 100-500 mg d'àloe vera per dosi o en forma de càpsules com purgant, per al restrenyiment persistent i per a estimular el flux de la bilis.

### Estatus legal i estat de conservació de la planta
Les fulles d'Àloe vera es troben registres per diverses farmacopees: Alemanya (DAB X), Argentina, Àustria (ÖAB 1990), Bolívia, el Brasil, Xile, Xina, Croàcia, Cuba, Dinamarca, Egipte, Espanya (2ªEd.), Estats Units (ús extern, USP XXII), Europa (3ªEd.), Finlàndia, França (10a Ed.), Grècia, Països Baixos, Hongria, Anglaterra (BHP, 1990; BP,1993), Itàlia, Japó, Mèxic, Polònia, Portugal, Romania, Rússia, Sèrbia, Suïssa (7ªEd.), Suècia, Turquia i Veneçuela
La Comissió E d'Alemanya. ha aprovat la utilització de les fulles d'Àloe vera. La FDA nord-americana només autoritza l'ús intern de l'àloe sempre que el producte estigui exempt d'antraquinones, sense haver-hi restriccions en la seva utilització a nivell extern. Utilitzat a Tailàndia en Atenció Primària de Salut. Autoritzat per a ús medicinal humà pels Ministeris de Sanitat de Bolívia (Aloe vera, A. ferox i A. capensis), Veneçuela, Argentina (ús tòpic), Colòmbia (suc i mucílag) i Cuba.

### Història
Segons consta el papir de Ebers (segle XVI aC) a Egipte fabricaven elixirs de llarga vida que contenien suc d'àloe. També van ser trobats dibuixos d'àloes en algunes tombes de faraons.
Els cultius en aquestes illes (i posteriorment a Aruba i Bonaire) es van estendre des de 1650 fins a principis del segle xx. El 1693 s'introduí a Londres. Durant el domini holandès d'aquesta regió de les Antilles, els cultius d'àloe van continuar sense interrupció, introduint-se a més l'espècie Aloe sinensis. Des de 1773, començà a produir-se extensament a "El cabo de la Buena Esperanza" situat a Sud-àfrica per exportar-la. El sèver obtingut de les fulles va assolir el nom geogràfic de la zona on es cultivava: sèver de Barbados, del Cabo de Curaçao, de Natal, etc.
D'acord amb registres pertanyents a l'East India Company, corresponents al segle xviii, afirma que la totalitat d'àloe existent a l'Índia va ser comprat al rei de Socotra. Era primerament portat cap a Bombai, i posteriorment, exportat cap a Europa. Mahatma Gandhi bevia sovint suc d'àloe.
Les antraquinones van ser aïllades per primera vegada el 1853 a partir del sèver de Barbados (d'aquí van rebre el nom de barbaloïna). En 1907 van ser reconegudes com a glucòsids antraquinònics per Léger. Finalment Gran Bretanya el va declarar com a droga oficinal el 1932, sent també acceptat per diverses farmacopees. El 1973, una llei nord-americana dictada a Washington el 3 de març de 1973, declarà l'àloe com a espècie protegida. De la mateixa manera es van dictar normes de protecció en algunes regió de l'Àfrica oriental.

### Receptes amb àloe
El gel d'àloe no és més que el teixit de la fulla al natural, sense diluir, obtingut directament de les fulles d'àloe vera retallant una de les més adultes per aconseguir el màxim de propietats. La mida ideal de la fulla és d'uns 30 a 45 centímetres de llarg per uns 5 d'ample. Una vegada retirada la fulla es talla per la part central i s'aplica directament sobre la ferida.
El gel d'àloe és d'ús extern i s'utilitza principalment per problemes relacionats amb la pell o que reflecteixen els seus símptomes a través d'ella.

### Curiositats
Al Perú, una gran quantitat de persones acostumen a deixar penjades unes fulles d'àloe darrere de la porta d'entrada de les seves cases per protegir-la dels "mals" que algun enemic els pot conferir. Així mateix, el fet de banyar-se amb fulles i les espigues se senyal de "sort en l'amor".

## Galeria

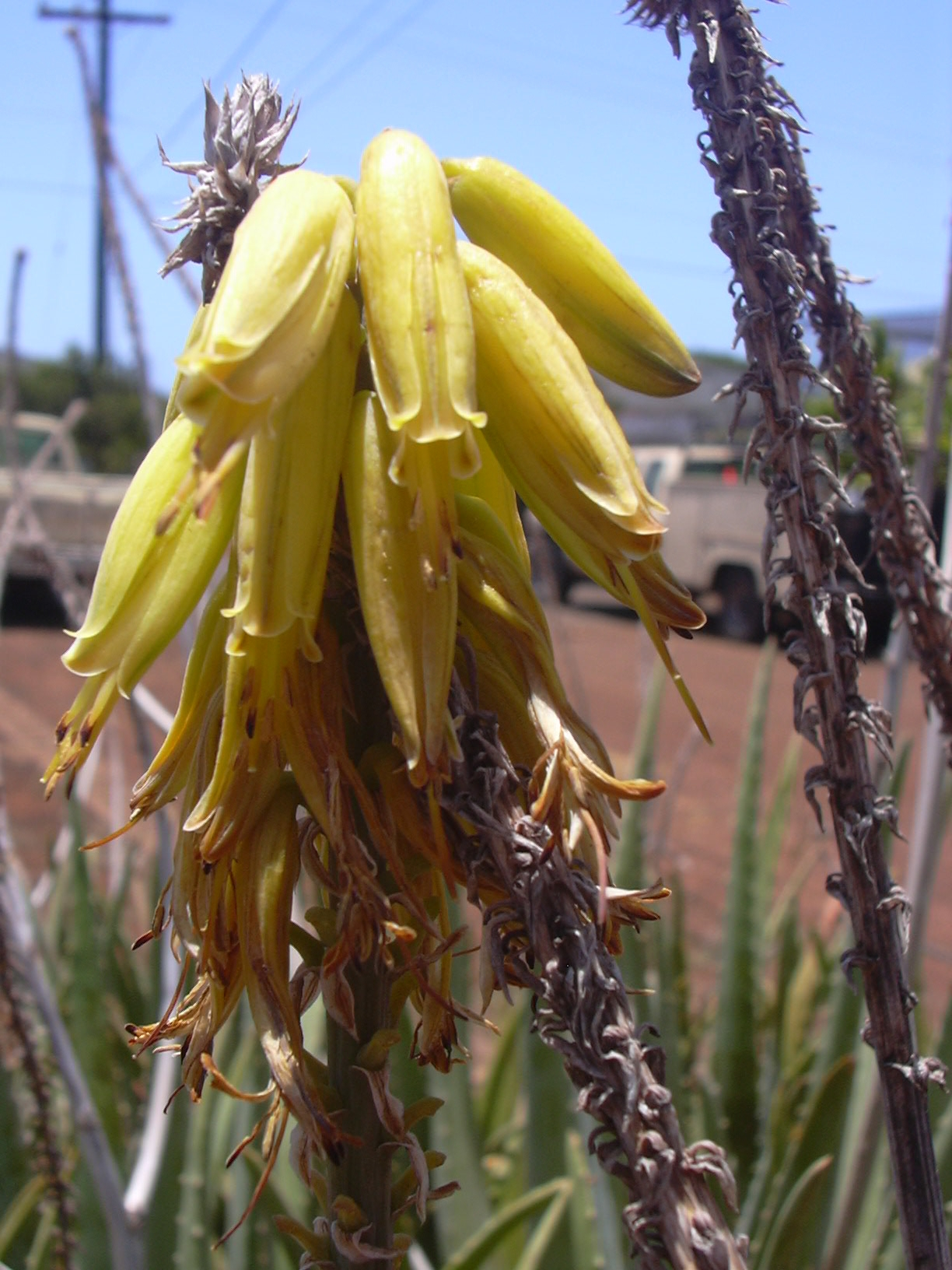
Flower, Aloe barbadensis miller
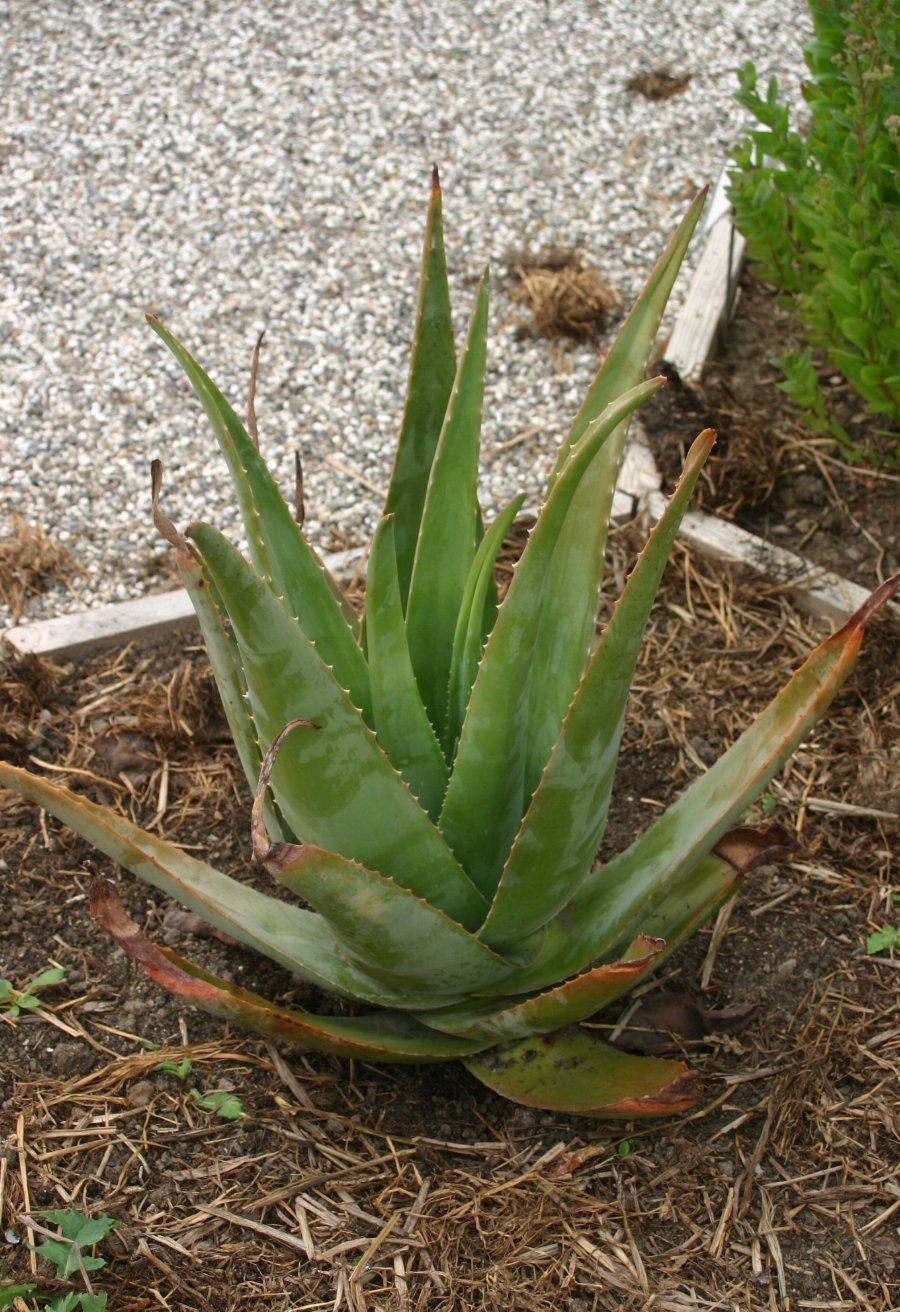
Aloe barbadensis miller
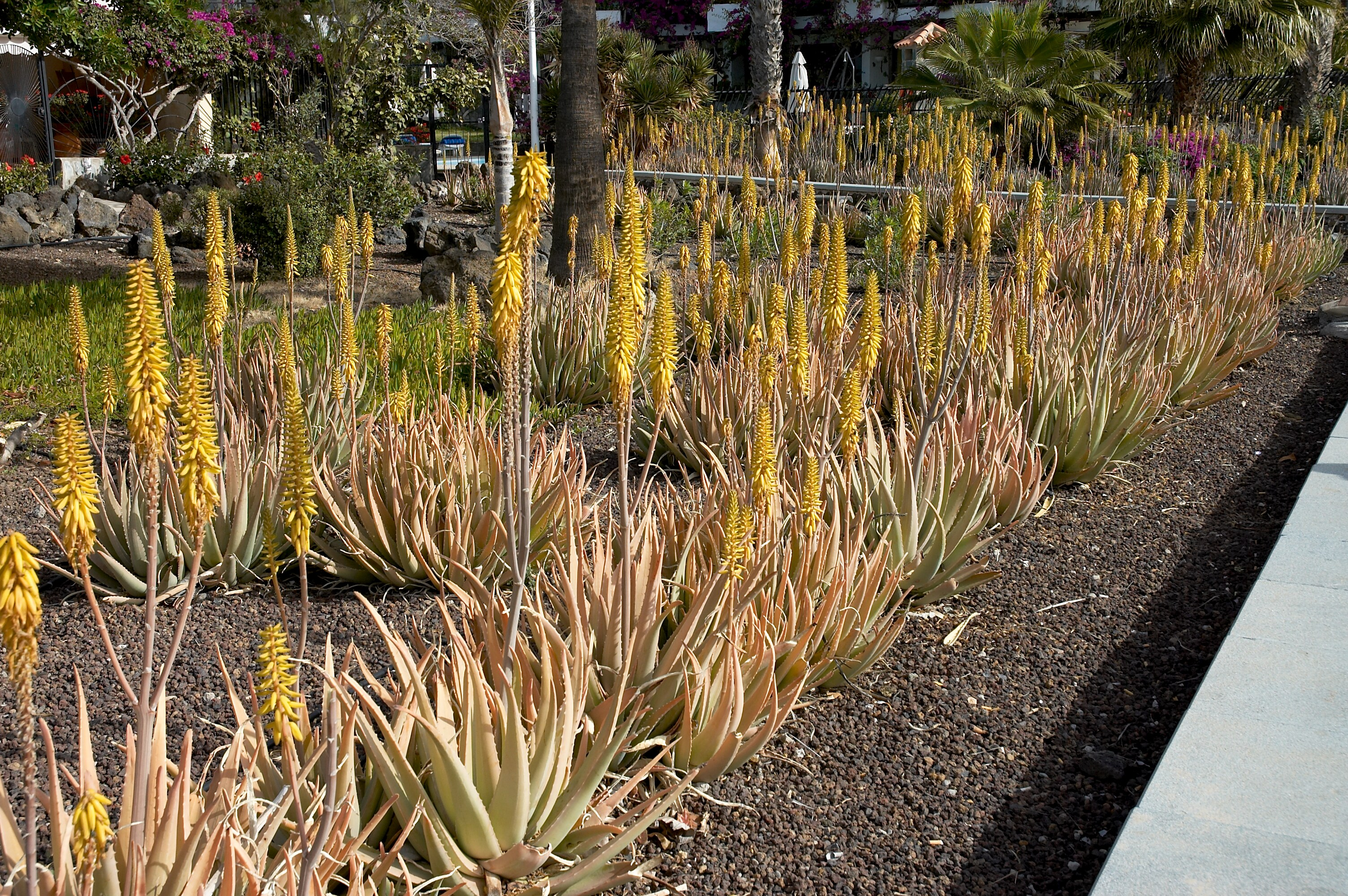
Gran Canaria; Aloe barbadensis miller
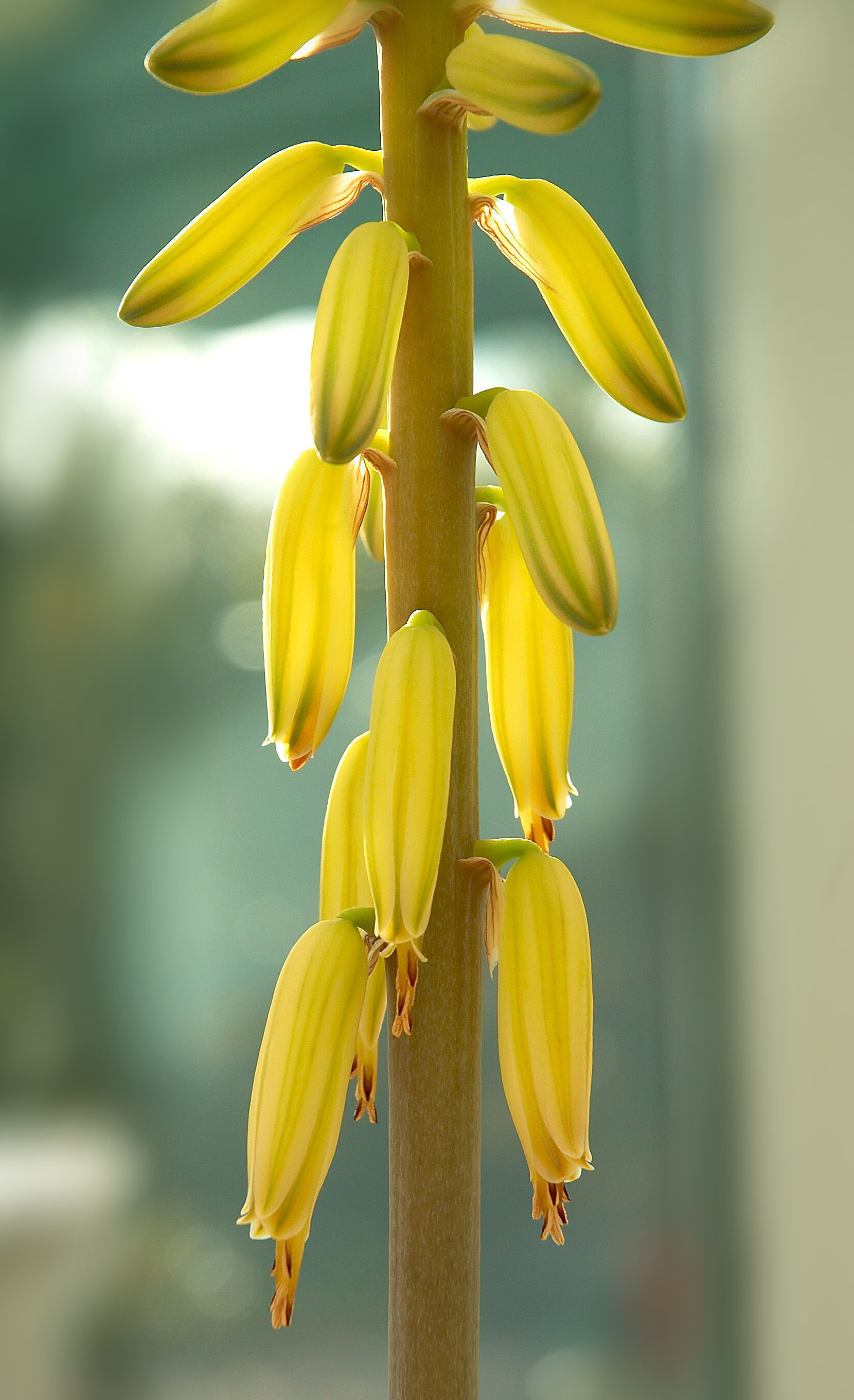
Flower, Aloe barbadensis miller